# Georges Delatre
Georges Delatre, né le 11 septembre 1917 à Fry et mort le 8 janvier 2000 à Gournay-en-Bray, est un homme politique français.

## Biographie
Il est signataire de l'« appel des 43 » en faveur d'une candidature de Valéry Giscard d'Estaing à l'élection présidentielle de 1974.

## Mandats électifs
- Député de la dixième circonscription de la Seine-Maritime (1962-1986)
- Député de la Seine-Maritime (1986-1988)
- Maire de Gournay-en-Bray (1958-1977)
- Maire de Fry (1980-2000)
- Conseiller régional de Haute-Normandie (1986-2000)